# Enrique Asensi
Enrique Asensi (València, 1950) és un artista valencià format a l'Acadèmia de Belles Arts de Sant Carles a València. El 1977 va traslladar-se a Alemanya, on va descobrir l'escultura abstracta. És en aquest país on desenvolupa la major part de la seva trajectòria. La seva obra ocupa espais públics en diferents ciutats i pobles d'arreu d'Europa. A més, ha exposat de manera individual i col·lectiva en galeries i centres d'art d'Alemanya i d'Espanya. Viu entre Colònia (Alemanya) i les Gunyoles (Avinyonet del Penedès). El 2018 el Museu de Montserrat li va dedicar una exposició monogràfica.